# 踏血尋梅
《踏血尋梅》（英語：Port of Call）是一部2015年上映的香港劇情片，翁子光執導，易天雄任動作指導，由郭富城領銜主演，春夏、白只、譚耀文、金燕玲主演。台灣於2015年11月13日上映，香港和馬來西亞於2015年12月3日上映，美國於2016年11月上映。
本片於富川國際奇幻電影節奪得最佳影片、最佳女主角、男演員特別表揚獎白只，郭富城亦憑此片奪得美國紐約亞洲電影節亞洲傑出男演員獎。在第35屆香港電影金像獎中本片奪下最佳編劇、最佳男主角、最佳女主角、最佳男配角、最佳女配角、最佳新演員和最佳攝影共7項獎，為首部於金像獎獲得五項演技獎大滿貫的影片。

## 故事
根據2008年香港轟動一時援交少女肢解的王嘉梅命案作藍本改編而成。

## 演員陣容

### 主要演員
| 演員姓名 | 角色名稱   | 介紹 |
| 郭富城   | 臧文濠     | 臧Sir 煙鏟、警花之上司 羅高級督察之下屬 本片男主角 |
| 金燕玲   | 美鳳       | 王佳梅母親 |
| 譚耀文   | 煙鏟       | 臧文濠之下屬 |
| 春夏     | 王佳梅     | 美鳳之女 被丁子聰殺害 為了過理想中的生活輟學援交 一度誤以為遇到真愛，想不到真愛早已有了女朋友 認為死亡不一定不好，因為活著就要每天想怎麼過得更好 原型為王嘉梅 |
| 白只     | 丁子聰     | 貨車司機，透過援交認識佳梅，並喜歡上佳梅，對臧警官說覺得當人不好，為了不讓佳梅繼續當人才會殺了她，但其實在性愛過程中，佳梅已透露出不想活的念頭，並欣然接受(且充滿希望)丁子聰「幫助」自己邁向死亡。曾喜歡慕蓉，但慕蓉遠嫁國外的富有老翁。和慕蓉發生過性關係。 原型為丁啟泰 |
| 邵美琪   | 羅高級督察 | 臧文濠之上司 |
| 蝦頭     | 警花       | 臧文濠之下屬，對臧警官很欣賞。 |
| 李與霏   | 王佳莉     | 王佳梅之姊 |
| 李逸朗   | 四眼濟     | 嫖客，欺騙佳梅感情，讓佳梅以為找到真愛，每次做愛都沒跟他收錢。女朋友要求對質時還要佳梅幫忙圓謊。 |
| 蔡潔     | 李慕容     | 丁子聰喜歡的對象，但不喜歡阿聰，多次拒絕阿聰求歡，在有次月經來時主動吸引阿聰做愛。遠嫁美國有錢但年紀大自己兩倍的富翁，卻意外愛上富翁兒子，富少玩膩她後便將之踢到一邊。最討厭裝模作樣的人。                                                                                |
| 袁浩揚   | 神童開     | 阿聰好友，算是世界上最親近阿聰的人，曾打算對阿聰母親的遺照意淫。一次見到在阿聰家的慕容，見其頗具姿色便說話輕挑，為此與阿聰大打出手。 |

### 其他演員
| 演員姓名 | 角色名稱       | 介紹                                                                                     |
| 艾迪     | 臧文濠前上司   |                                                                                          |
| 陳麗雲   | 丁子聰鄰居婆婆 | 認為阿聰是少見的憨厚青年，養了一隻叫阿B的貓。                                            |
| 譚炳文   | 老蕭           | 王佳梅繼父                                                                               |
| 太保     | 王佳梅父親     | 與佳梅維持簡訊連絡，但不知佳梅已死。臧警官在佳梅死後，曾以佳梅的語氣傳了簡訊向他報平安。 |
| 陳國新   | 值班警察       |                                                                                          |
| 麥德羅   | 馬生           |                                                                                          |
| 車保羅   | 丁子聰父親     | 在多年前的一場車禍導致身體發生問題需人照顧。後已故。                                     |
| 楊羚     | 丁子聰母親     | 在多年前的一場車禍失去生命，她的遺照被兒子掛在房間以作為思念。                           |
| 吳嘉星   | 四眼濟女友     | 懷疑男友不軌，親眼目睹男友與佳梅約會，要求對質。                                         |
| 何卓霖   | 女社工         | 佳梅念書時期負責輔導了解佳梅的人。                                                       |

### 其他角色
| 演員姓名 | 角色名稱         | 介紹                                                                                           |
| 王嵐     | 老師             | 責怪佳梅看見同學割腕卻不通報的老師。                                                           |
| 鄧月平   | 割手女同學       | 不知為何在安靜的課堂上突然搶走佳梅美工𠝹刀自殘。                                               |
| 陳健朗   | 軍警             |                                                                                                |
| 周祉君   | 軍警             |                                                                                                |
| 曹敬文   | 鑑證人員         |                                                                                                |
| 利沙華   | 禿頭男           |                                                                                                |
| 董穎恩   | 裸體女人         |                                                                                                |
| 陳耀慈   | 便衣警察         |                                                                                                |
| 黃昭南   | 便衣警察         |                                                                                                |
| 鄺國生   | 赤膊男廚師       | 美鳳上班地點的廚師。                                                                           |
| 區偉權   | 男部長           |                                                                                                |
| 何美好   | 霞姐             |                                                                                                |
| 甘美莉   | 唱歌樂隊 - 歌手  | 美鳳上班地點的歌手。                                                                           |
| 王漢池   | 唱歌樂隊 - 歌手  |                                                                                                |
| 陳木香   | 開開婆婆         |                                                                                                |
| 周樸夫   | 假卡頭目         |                                                                                                |
| 譚偉強   | 假卡小頭目       |                                                                                                |
| 林成業   | 騎警             |                                                                                                |
| 邵子風   | 模特兒公司經理人 | 一開始對佳梅很不友善，後來則佩服佳梅的好口才。請佳梅吃麥當勞。                                 |
| 鄧以婷   | 被兜搭少女       | 佳梅在路上發傳單找對模特兒有興趣的人時停下腳步的女生。                                         |
| 梁浩明   | 法師             | 負責佳梅招魂儀式。                                                                             |
| 何建生   | 茶餐廳侍應       |                                                                                                |
| 羅青     | 佳梅朋友         |                                                                                                |
| 邵知恩   | 佳梅朋友         |                                                                                                |
| 張詩雯   | 佳梅朋友         |                                                                                                |
| 張詩雅   | 佳梅朋友         |                                                                                                |
| 郭漢柱   | 嫖客             | 佳梅的第一個客人，喜歡佳梅並在性交過程中要求她當自己的女朋友。                                 |
| 陳漢基   | 癮君子           |                                                                                                |
| 佘卓穎   | 遊樂場女孩       | 似乎認識佳梅，也是臧警官刻意去遊樂場要找的人。                                                 |
| 吳琳     | 女孩婆婆         |                                                                                                |
| 鄭敏晴   | 尹詩惠童年       | 母親被殘忍分屍，小小年紀飽受驚嚇，遇到對她很溫柔的臧警官才慢慢能夠開口說話。                   |
| 謝妃     | 臧文濠女兒       | 與母親同住，對父親的感覺如一般父女情，並無討厭。                                               |
| 譚亮英   | 精神病男子       |                                                                                                |
| 張子樂   | 丁子聰童年       | 與父母在車上遇到一起嚴重的車禍，父親生病，母親死亡。                                           |
| 王顯聰   | 金毛飛           |                                                                                                |
| 陳祉妤   | Lolita女生       |                                                                                                |
| 杜藝雯   | 尹詩惠           | 動物園導覽員，工作時遇到臧警官一家，但沒有前往相認。                                           |
| 宮媛     | 照片中女人       | 佳梅向照相館老闆買回的照片，當時的佳梅沒錢拍這麼好看的照片，因此向老闆購買這張美照，貼在房裡。 |

## 電影歌曲
| 歌名               | 演唱者 | 作曲                         | 作詞   | 備註           |
| Beautiful Life     | 丁可   | 丁可                         | MousoN |                |
| 漆黑的海上         | 丁可   | 丁可                         | 丁可   |                |
| 這佔有，是誰的擁抱 | 丁可   | 丁可                         | 丁可   |                |
| Away               | 丁可   | 丁可                         | 潘美褘 |                |
| 娃娃看天下         | 春夏   | 馮正                         | 馮正   | 翻唱鄭秀文作品 |
| 再見我的愛人       | 金燕玲 | Masaaki Hiraro/Rei Nakanishi | 文采   | 翻唱鄧麗君作品 |

## 製作
2008年的案件，2011年寫成的劇本，2015年上映。翁子光表示電影公司提議《沙井女屍》及《人肉私鐘妹》等片名，以及幾近接受的《碎屍案》。被指劇本不夠商業化，苦尋投資不果，而劇本則一擱便是3年。

## 工作人員
- 監製：朱嘉懿、唐慶枝、曹敬文、古玉芬
- 製作人：李國興
- 導演：翁子光
- 編劇：翁子光
- 攝影指導：杜可風
- 美術指導：何劍雄
- 服裝指導：陳子雯
- 郭富城造型指導：吳里璐
- 剪接指導：張叔平（香港公映版）、廖慶松（導演版）
- 剪接顧問：黃海
- 剪接：翁子光、朱嘉逸
- 原創音樂：丁可
- 音效：杜篤之
- 製作公司：金門製作有限公司

## 獎項及提名
| 獎項                                     | 類別             | 名字                            | 結果 |
| 第10屆香港電影導演會年度大獎             | 最佳男主角       | 郭富城                          | 獲獎 |
| 第10屆香港電影導演會年度大獎             | 最佳女主角       | 春夏                            | 獲獎 |
| 第10屆香港電影導演會年度大獎             | 最佳新演員       | 白只                            | 獲獎 |
| 第19屆富川國際幻想電影節競賽單元         | 特別表揚獎       | 白只                            | 獲獎 |
| 第19屆富川國際幻想電影節競賽單元         | 最佳女演員       | 春夏                            | 獲獎 |
| 第19屆富川國際幻想電影節競賽單元         | 最佳影片         | 踏血尋梅                        | 獲獎 |
| 第52屆金馬獎                             | 最佳劇情片       | 踏血尋梅                        | 提名 |
| 第52屆金馬獎                             | 最佳男主角       | 郭富城                          | 提名 |
| 第52屆金馬獎                             | 最佳男配角       | 白只                            | 獲獎 |
| 第52屆金馬獎                             | 最佳新演員       | 白只                            | 提名 |
| 第52屆金馬獎                             | 最佳新演員       | 春夏                            | 提名 |
| 第52屆金馬獎                             | 最佳原著劇本     | 翁子光                          | 提名 |
| 第52屆金馬獎                             | 最佳攝影         | 杜可風                          | 提名 |
| 第52屆金馬獎                             | 最佳原創電影歌曲 | 《漆黑的海上》 詞、曲、唱：丁可 | 提名 |
| 第52屆金馬獎                             | 最佳女配角       | 金燕玲                          | 提名 |
| 第22屆香港電影評論學會大獎               | 最佳女演員       | 金燕玲                          | 提名 |
| 第22屆香港電影評論學會大獎               | 最佳女演員       | 春夏                            | 獲獎 |
| 第22屆香港電影評論學會大獎               | 最佳男演員       | 郭富城                          | 提名 |
| 第22屆香港電影評論學會大獎               | 最佳男演員       | 白只                            | 獲獎 |
| 第22屆香港電影評論學會大獎               | 最佳編劇         | 翁子光                          | 提名 |
| 第22屆香港電影評論學會大獎               | 最佳導演         | 翁子光                          | 提名 |
| 第22屆香港電影評論學會大獎               | 最佳電影         | 踏血尋梅                        | 獲獎 |
| 亞洲週刊                                 | 2015十大中文電影 | 踏血尋梅                        | 獲獎 |
| 《青年電影手冊》2015年度華語十佳頒獎典禮 | 年度華語十佳影片 | 踏血尋梅                        | 獲獎 |
| 《青年電影手冊》2015年度華語十佳頒獎典禮 | 年度男演員       | 郭富城                          | 獲獎 |
| 《青年電影手冊》2015年度華語十佳頒獎典禮 | 年度導演         | 翁子光                          | 提名 |
| 《青年電影手冊》2015年度華語十佳頒獎典禮 | 年度編劇         | 翁子光                          | 提名 |
| 《青年電影手冊》2015年度華語十佳頒獎典禮 | 年度男配角       | 白只                            | 提名 |
| 《青年電影手冊》2015年度華語十佳頒獎典禮 | 年度新演員       | 白只                            | 提名 |
| 《青年電影手冊》2015年度華語十佳頒獎典禮 | 年度新演員       | 春夏                            | 獲獎 |
| 第10屆亞洲電影大獎                       | 最佳新演員       | 春夏                            | 獲獎 |
| 第10屆亞洲電影大獎                       | 最佳男配角       | 白只                            | 提名 |
| 第10屆亞洲電影大獎                       | 最佳攝影         | 杜可風                          | 提名 |
| 第10屆亞洲電影大獎                       | 最佳剪接         | 廖慶松、黃海、翁子光、朱嘉逸    | 獲獎 |
| 第10屆亞洲電影大獎                       | 最佳編劇         | 翁子光                          | 提名 |
| 第1屆柏林華語電影節主競賽單元            | 最佳導演         | 翁子光                          | 獲獎 |
| 第1屆柏林華語電影節主競賽單元            | 最佳男主角       | 郭富城                          | 獲獎 |
| 第35屆香港電影金像獎                     | 最佳男主角       | 郭富城                          | 獲獎 |
| 第35屆香港電影金像獎                     | 最佳導演         | 翁子光                          | 提名 |
| 第35屆香港電影金像獎                     | 最佳編劇         | 翁子光                          | 獲獎 |
| 第35屆香港電影金像獎                     | 最佳電影         | 踏血尋梅                        | 提名 |
| 第35屆香港電影金像獎                     | 最佳女主角       | 春夏                            | 獲獎 |
| 第35屆香港電影金像獎                     | 最佳新演員       | 春夏                            | 提名 |
| 第35屆香港電影金像獎                     | 最佳新演員       | 白只                            | 獲獎 |
| 第35屆香港電影金像獎                     | 最佳男配角       | 白只                            | 獲獎 |
| 第35屆香港電影金像獎                     | 最佳原創電影歌曲 | 《漆黑的海上》 詞、曲、唱：丁可 | 提名 |
| 第35屆香港電影金像獎                     | 最佳攝影         | 杜可風                          | 獲獎 |
| 第35屆香港電影金像獎                     | 最佳剪接         | 廖慶松、黃海、翁子光、朱嘉逸    | 提名 |
| 第35屆香港電影金像獎                     | 最佳原創電影音樂 | 丁可                            | 提名 |
| 第35屆香港電影金像獎                     | 最佳女配角       | 金燕玲                          | 獲獎 |
| 第16屆華語電影傳媒大獎                   | 最佳女配角       | 金燕玲                          | 提名 |
| 第16屆華語電影傳媒大獎                   | 最佳男主角       | 郭富城                          | 提名 |
| 第16屆華語電影傳媒大獎                   | 最佳男配角       | 白只                            | 提名 |
| 第16屆華語電影傳媒大獎                   | 最佳新演員       | 白只                            | 提名 |
| 第16屆華語電影傳媒大獎                   | 最佳新演員       | 春夏                            | 獲獎 |
| 第16屆華語電影傳媒大獎                   | 最佳女主角       | 春夏                            | 提名 |
| 第16屆華語電影傳媒大獎                   | 最佳編劇         | 翁子光                          | 提名 |
| 第16屆華語電影傳媒大獎                   | 最佳導演         | 翁子光                          | 提名 |
| 第16屆華語電影傳媒大獎                   | 最佳電影         | 踏血尋梅                        | 提名 |
| 第16屆華語電影傳媒大獎                   | 評審團獎         | 踏血尋梅                        | 獲獎 |
| ---------------------------------------- | ---------------- | ------------------------------- | ---- |

## 軼事及電影評級
- 根據《電影檢查條例》，本片列為只准18歲或以上人士觀看（III）。
- 此片為郭富城、春夏、白只、艾迪、楊詩敏、鄧以婷及鄧月平首部參演三級片之作品。
- 此片令春夏成為首位香港電影金像獎三級片影后之作品。
- 此片令郭富城成為首位憑三級片於香港電影金像獎獲封「影帝」之天王[註 2]。
- 此片雖然根據2008年王嘉梅命案改編，但同時引入了1999年發生的同類案件Hello Kitty藏屍案的情節，亦即電影中臧Sir所提及的10年前的調查。

## 外部連結
- 互联网电影数据库（IMDb）上《踏血尋梅》的资料（英文）
- 香港影庫上《踏血尋梅》的資料（繁體中文）
- Yahoo奇摩電影上《踏血尋梅》的資料（繁體中文）
- 《踏血尋梅 （页面存档备份，存于）》在香港雅虎的電影頁面（繁體中文）
- 開眼電影網上《踏血尋梅》的資料（繁體中文）
- 时光网上《踏血尋梅》的資料（简体中文）
- 豆瓣电影上《踏血尋梅》的資料 （简体中文）